# Екорегіони Кенії
Екорегіони Кенії — список екорегіонів Кенії, за даними Всесвітнього фонду природи (WWF).

## Наземні екорегіони

### Тропічні і субтропічні вологі широколистяні ліси
- Східноафриканські гірські ліси
- Ліси Східної дуги
- Північний Занзібар-Інхамбейн мозаїки прибережних лісів

### Тропічні і субтропічні луки, савани і чагарники
- Північні Акацій-Комміфори, бушланди і зарості
- Сомалійські бушланди Акація-Комміфора і зарості
- Південні Акацій-Комміфори, бушланди і зарості
- Лісосавана басейну Вікторії

### Затоплені луки і савани
- Східноафриканські галофіти
- Замбійські затоплені луки

### Гірські луки і чагарники
- Східноафриканські вересові гірські пустки

### Пустелі і ксерофільні чагарники
- Масайські ксерофільні луки і чагарники

### Мангри
- Східноафриканські мангри

## Прісноводі екорегіони

### Ніло-Судан
- Шебеле-Джубайське сточище
- Туркана

### Великі озера
- Озера Ківу, Едуард, Джордж і Вікторія

### Схід і узбережжя
- Кенійські прибережні річки
- Пангані
- Південно-східний рифт

## Морські екорегіони
- Східноафриканські коралові узбережжя

## Ресурси Інтернету
- Spalding, Mark D., Fox Helen E., Allen Gerald R., Davidson Nick et al. Marine Ecoregions of the World: A Bioregionalization of Coastal and Shelf Areas // Bioscience. — 2007. — Vol. 57, No. 7, July/August. — Р. 573–583.  [Архівовано 22 вересня 2011 у Wayback Machine.]